# Rubus caesius
Espèce
La Ronce bleue ou Ronce des champs (Rubus caesius L.) est une espèce de plantes à fleurs de la famille des Rosacées.
Elle est très commune dans les régions tempérées où elle produit un fruit comestible acidulé, ressemblant à une mûre avec un voile blanc, à la texture de framboise et goût de myrtille.

## Étymologie
Rubus : du latin  ruber = rouge; caesius = bleu glauque, allusion probable à la couleur des tiges de cette plante pruineuse.

## Description
C'est une petite ronce rampante et épineuse. C'est une sous-arbrisseau de 50 cm à 1 m, muni d'une tige cylindrique dépourvue de poils, de couleur bleuâtre glauque munie de glandes et de petits aiguillons grêles souvent courbés, vulnérants.

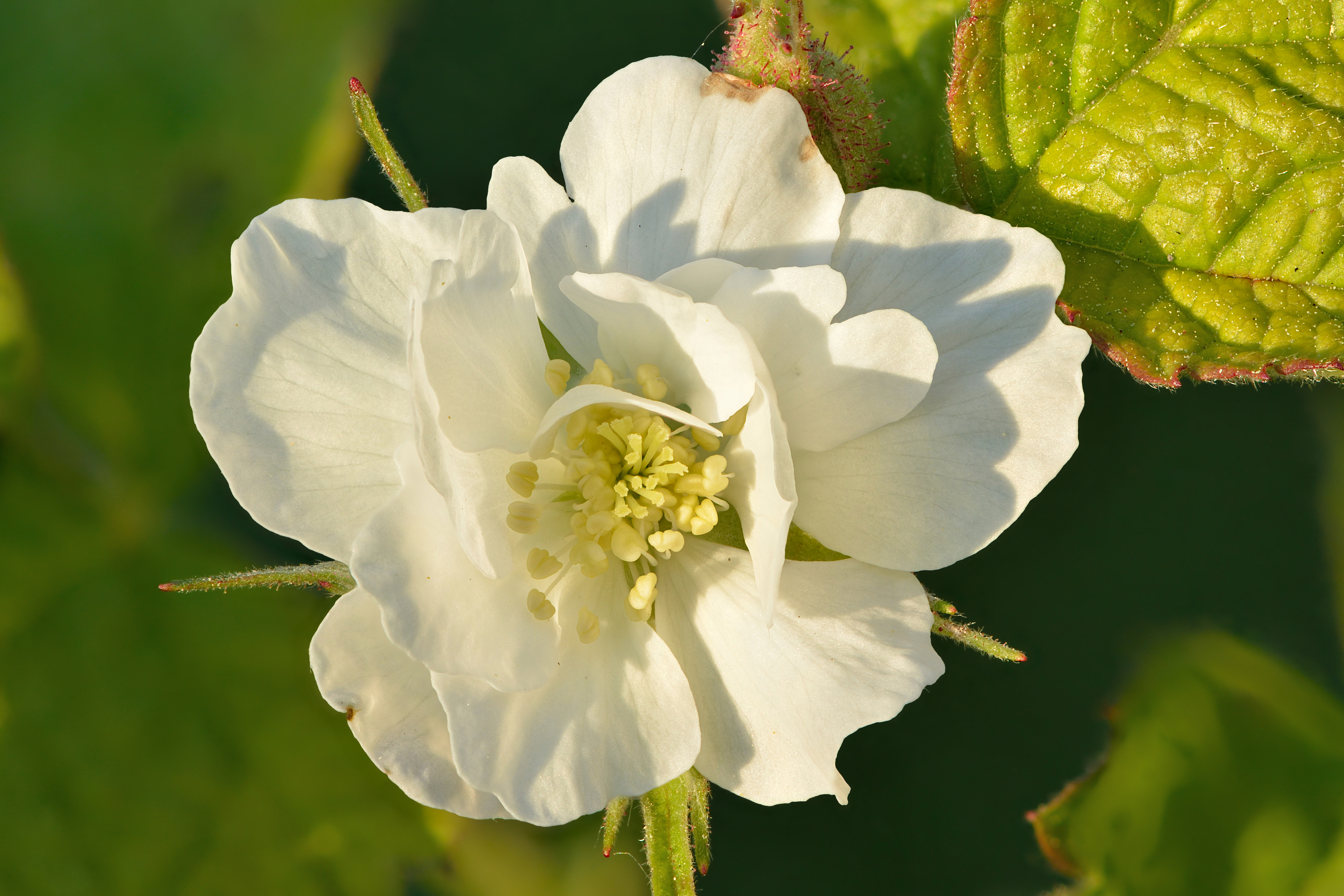
Fleur.
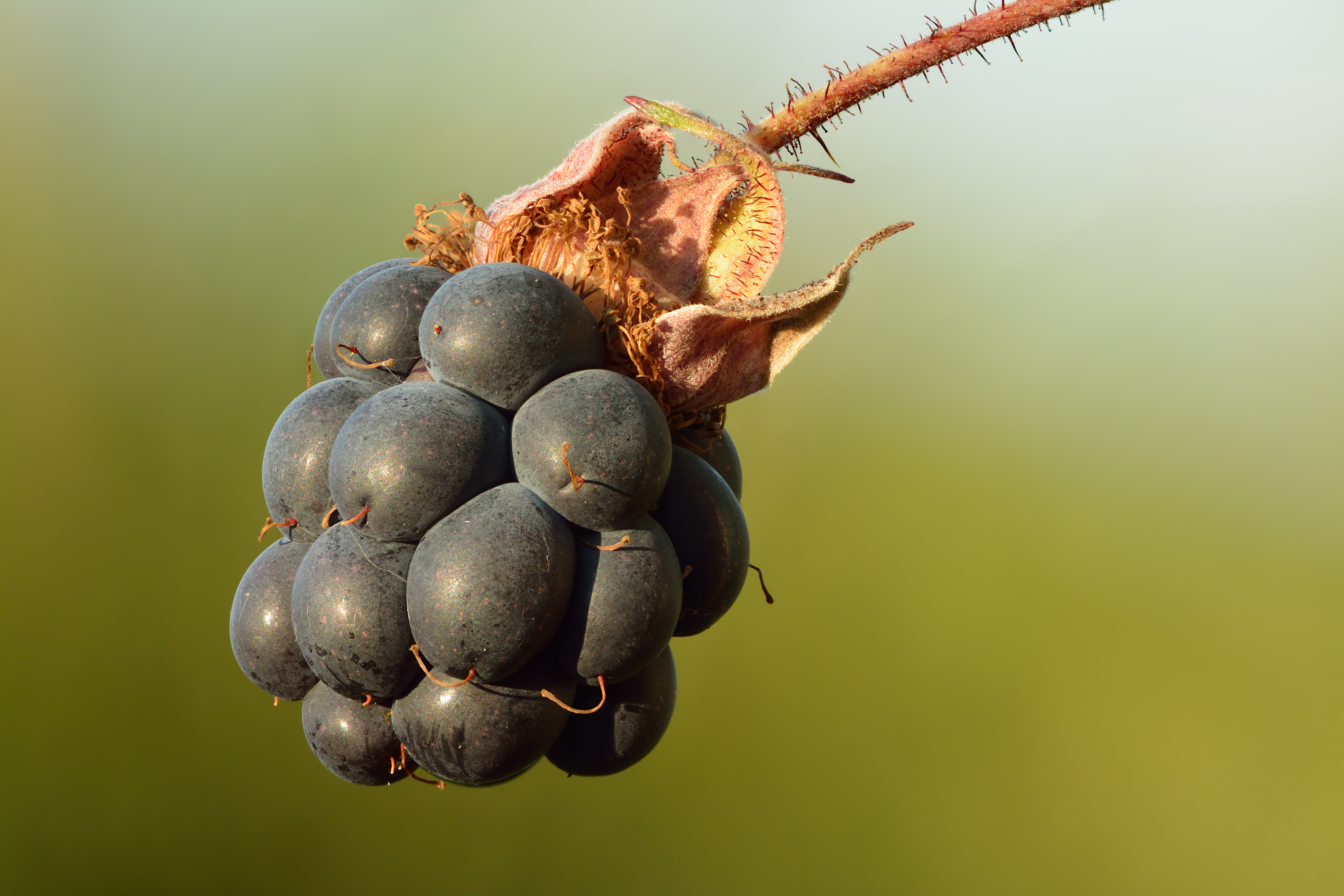
Drupéoles pruineuses et moins sucrées que la ronce commune.
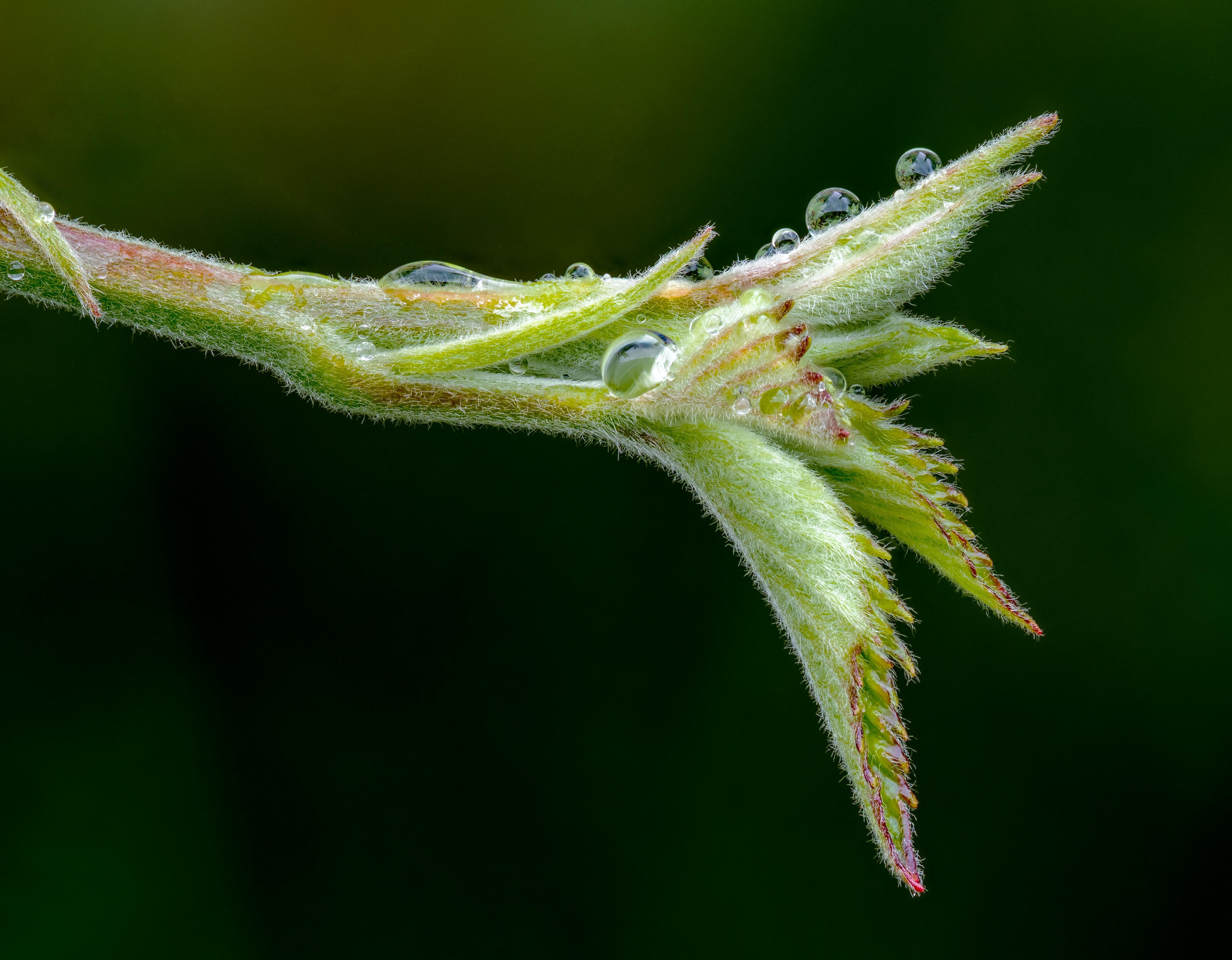
Jeunes feuilles de Rubus caesius.

Chaméphyte caducifoliée, elle drageonne et se marcotte facilement.
Les feuilles alternes sont composées trifoliées : les trois folioles ovales, lancéolées sont à bord denté et sont velues sur les deux faces, vertes en dessous (ce qui distingue cette espèce du framboisier). Les stipules lancéolées sont de même couleur.
Elle fleurit de mai à juin, donnant de petites fleurs regroupées en corymbe muni d'un long pédoncules grêles garnis de glandes fines et de petits aiguillons. Les fleurs sont composées de sépales verts, redressés, longuement acuminés, cinq pétales blancs et larges, et des étamines égalant les styles . La pollinisation est entomophile. Les fruits sont composés de deux à cinq petites drupes (drupéoles) bleuâtres ou glauques à saveur acide. La dissémination est zoochore.
Espèce pouvant avoir plusieurs formes (espèce polymorphe) qui se croisent facilement avec la plupart des autres espèces du genre.

## Répartition
Eurasiatique. Étages collinéen et montagnard (jusqu'à 1 500 mètres d'altitude). Présent sur tout le territoire de la France métropolitaine, plus rare en région méditerranéenne et absent en Corse.

## Habitats
Terrains humides et riches en nitrates : Sous-bois, haies, fossés,  friches, champs, peupleraies, frênaies-aulnaies, saulaies, forêts ripicoles, fruticées sur sols frais.
Caractère indicateur: Mésohygrophile neutrocline.

## Usages
Les fruits sont consommables. Les feuilles et les jeunes pousses sont astringentes, toniques, diurétiques et dépuratives.